# Sissi, l'imperatrice ribelle
Sissi, l'Imperatrice ribelle (Sissi, l'impératrice rebelle) è un film per la televisione del 2004 di Jean-Daniel Verhaeghe. L'opera racconta la storia dell'Imperatrice d'Austria Elisabetta di Wittelsbach, nota come Sissi (Sisi), interpretata da Arielle Dombasle.

## Trama
Nel 1898 un'elegante donna vestita di nero giunge a Ginevra insieme con la fidata dama di compagnia, si fa chiamare Madame Hohenems e nasconde il viso dietro un ventaglio. La donna è in realtà Sissi l'imperatrice d'Austria e di Ungheria e giorno dopo giorno affiderà le proprie confidenze al fidato dottor Mayer, rievocando i mille momenti della sua ricca ed emozionante esistenza. Dalle corse nei prati fioriti della Baviera, all'incontro e al matrimonio con Francesco Giuseppe d'Austria, dalle mille battaglie con la zia-suocera,  l'arciduchessa Sophia,  alla struggente fuga alla ricerca di un'esistenza libera dalla rigida etichetta di corte. Poi si prosegue con il suo rapporto con il figlio Rodolfo, con Gyula Andrassy, l'ungherese che farà diventare Sissi regina dell'Ungheria. Dalla morte del figlio in circostanze misteriose fino a quando alla fine si giunge alla scena della sua morte avvenuta a Ginevra il 10 settembre 1898, uccisa per mano dell'anarchico Luigi Lucheni.